# Піт Конахер
Піт Конахер (англ. Pete Conacher; 29 липня 1932, Торонто — 20 жовтня 2024) — канадський хокеїст, що грав на позиції крайнього нападника.
Син відомого хокеїста Чарлі Конахера та небіж Ліонеля та Роя Конахерів. Двоюрідній брат Браяна Конахера.
Помер 20 жовтня 2024 року.

## Ігрова кар'єра
Професійну хокейну кар'єру розпочав 1949 року.
Протягом професійної клубної ігрової кар'єри, що тривала 18 років, захищав кольори команд «Торонто Мейпл-Ліфс», «Чикаго Блек Гокс», «Нью-Йорк Рейнджерс», «Баффало Бізонс», «Сент-Луїс Флаєрс» та «Герші Берс».
Але найбільш відомий через виступи за юніорський клуб хокейної ліги Онтаріо «Галт Ред-Вінгс».

## Статистика НХЛ
|                  | Сезони | І   | Г  | П  | О  | ШХ |
| ---------------- | ------ | --- | -- | -- | -- | -- |
| Регулярний сезон | 6      | 229 | 47 | 39 | 86 | 57 |
| Плей-оф          | 2      | 7   | 0  | 0  | 0  | 0  |